# Are Crooks Dishonest?
Are Crooks Dishonest? er en amerikansk stumfilm fra 1918 af Gilbert Pratt.

## Medvirkende
- Harold Lloyd som Harold
- Bebe Daniels som Miss Goulash
- Snub Pollard
- William Blaisdell som Goulash
- Sammy Brooks